# Unturned
Unturned – gra komputerowa z gatunku survival horror o otwartym świecie wyprodukowana  przez Smartly Dressed Games, wydana 7 lipca 2017 na platformach Windows, macOS i Linux. Zawiera zarówno tryb jedno-, jak i wieloosobowy. Gra została stworzona przez Nelsona Sextona. Twórca inspirował się grami, takimi jak DayZ czy Minecraft.

## Rozgrywka
Unturned charakteryzuje się otwartym światem. Celem gracza jest zabijanie zombie oraz zbieranie przedmiotów przydatnych do przetrwania. Istnieje także możliwość stawiania konstrukcji. Świat widziany jest z perspektywy pierwszej osoby z możliwością zmiany na tryb trzecioosobowy. Obecnie oficjalnymi mapami są Niemcy, Rosja, terytorium Jukonu, Wyspa Księcia Edwarda i stan Waszyngton. Są oprócz nich tak zwane „curated”, na które składają się Hawaje, Francja, Belgia, Karpaty, Cypr Survival, Cypr Arena, Bunker Arena, Grecja, Irlandia, Ateny Arena, Kanion Arena, Dango, Rio de Janeiro, Kalifornia, Wyspa Wielkanocna oraz Elver od polskich autorów. Jest też możliwość tworzenia własnych map lub pobierania stworzonych przez innych użytkowników. Oprócz domyślnego trybu przetrwania, istnieje tryb areny, w którym gracze walczą między sobą na stale zmniejszającej się powierzchni mapy – rozgrywka toczy się aż do momentu gdy na mapie zostanie tylko jeden z nich.

## Odbiór gry
Według danych z sierpnia 2018 roku, Unturned ściągnięto z platformy Steam ponad 24 miliony razy. Andy Kelly z serwisu PC Gamer stwierdził, że pomimo amatorskiego charakteru gra jest przystępnym, ciekawym symulatorem przetrwania.